# خالدة حسين
خالدة حسين (بالإنجليزية: Khalida Hussain)‏ (18 يوليو 1937، لاهور في باكستان - 11 يناير 2019، إسلام آباد في باكستان)؛ ناقدة وروائية باكستانية. درست في جامعة البنجاب.